# Болт, Скай
Скай Майкл Болт (англ. Skye Michael Bolt, 15 января 1994, Атланта, Джорджия) — американский бейсболист, аутфилдер клуба Главной лиги бейсбола «Окленд Атлетикс».

## Карьера
Скай Болт родился 15 января 1994 года в Атланте. Он учился в епископальной школе Святых младенцев, помимо бейсбола играл в американский футбол на позиции квотербека. Школу Скай окончил в 2012 году. На драфте МЛБ того же года его в двадцать шестом раунде выбрал клуб «Вашингтон Нэшионалс». Он отказался от подписания контракта и поступил в Университет Северной Каролины.
В 2013 году Болт начал выступления в чемпионате NCAA за «Северную Каролину Тар Хиллс». Летом того же года он получил приглашение в студенческую сборную США. В первый год в составе команды Скай сыграл в пятидесяти четырёх матчах, став четвёртым по показателю отбивания. По итогам года он вошёл в символическую сборную первокурсников по четырём версиям. Успешному выступлению Болта не помешал перелом ноги, из-за которого он пропустил месяц. В сентябре он был задержан полицией с открытой бутылкой алкогольного напитка, на тот момент Скаю было девятнадцать лет.
В 2014 году он сыграл за команду в шестидесяти матчах. Болт проявил себя как один из лучших центрфилдеров оборонительного плана, допустив всего три ошибки при ста восьмидесяти девяти сделанных аутах. После первого года игры в университете он рассматривался как потенциальный выбор первого раунда драфта, но второй сезон сложился для Ская хуже с точки зрения игры в нападении. В результате на драфте 2015 года он был выбран «Оклендом» только в четвёртом раунде. 
Первым клубом в профессиональной карьере Болта стал «Вермонт Лейк Монстерс». В играх Лиги Нью-Йорка — Пенсильвании он отбивал с показателем 23,8 % и выбил четыре хоум-рана в сорока шести матчах. Сезон 2016 года Скай провёл в «Белойт Снэпперс». Он хорошо начал сезон, но затем, из-за ряда травм, его эффективность снизилась. По итогам чемпионата показатель отбивания составил только 23,1 %. Следующий чемпионат Болт провёл в «Стоктон Портс». В сезоне 2017 года он действовал стабильно, установил личный рекорд, отбив пятнадцать хоум-ранов, и показал хорошее соотношение страйкаутов и уоков. Скай также был приглашён на Матч всех звёзд Калифорнийской лиги.
2018 год Болт начал в составе «Мидленд Рок Хаундс», но после первых одиннадцати игр сезона был снова отправлен в «Стоктон». Второй шанс проявить себя в лиге уровнем выше он получил в июне и использовал его. Самым удачным месяцем для Ская стал август, в котором он отбивал с показателем 35,1 % и был признан лучшим игроком Техасской лиги. Всего за год он выбил девятнадцать хоум-ранов, украл девятнадцать баз и демонстрировал хорошую силу удара с обеих сторон дома. В конце года руководство «Атлетикс» включило Болта в расширенный состав команды, чтобы защитить игрока во время декабрьского драфта по правилу №5.
Скай начал сезон 2019 года в команде ААА-лиги «Лас-Вегас Авиэйторс», в составе которых отбивал с показателем 32,5 %. В начале мая тренерский штаб перевёл его в основной состав «Окленда», испытывавший проблемы в нападении. Болт дебютировал в Главной лиге бейсбола в выездном матче против «Питтсбург Пайрэтс». 